# Pelecopsis inedita
Pelecopsis inedita är en spindelart som först beskrevs av O. Pickard-Cambridge 1875.  Pelecopsis inedita ingår i släktet Pelecopsis och familjen täckvävarspindlar. Inga underarter finns listade i Catalogue of Life.